# Войта, Андреас
Андреас Войта (нем. Andreas Vojta; род. 9 июня 1989, Вена) — австрийский легкоатлет, специалист по бегу на средние и длинные дистанции, кроссу и марафону. Выступает за сборную Австрии по лёгкой атлетике с 2009 года, обладатель двух бронзовых медалей Универсиад, многократный победитель и призёр первенств национального значения, действующий рекордсмен страны в беге на 1000 метров на открытом стадионе и в помещении, участник летних Олимпийских игр в Лондоне.

## Биография
Андреас Войта родился 9 июня 1989 года в Вене, Австрия.
В разное время становился чемпионом Австрии в беге на 800, 1500, 5000 и 10 000 метров, в беге на 1500 и 3000 метров в помещении.
Дебютировал на крупных международных соревнованиях в сезоне 2009 года, когда вошёл в состав австрийской сборной и выступил на чемпионате Европы по кроссу в Дублине, где в молодёжной категории занял 57-е место.
В 2010 году бежал 1500 метров на чемпионате Европы в Барселоне, сумел выйти в финал, где пришёл к финишу 11-м. На кроссовом чемпионате Европы в Албуфейре показал среди молодёжи 46-й результат.
В 2011 году в беге на 1500 метров стартовал на чемпионате Европы в помещении в Париже, финишировал четвёртым на молодёжном европейском первенстве в Остраве, принял участие в чемпионате мира в Тэгу. В молодёжной гонке на чемпионате Европы по кроссу в Веленье занял 35-е место.
На чемпионате Европы 2012 года в Хельсинки закрыл десятку сильнейших в 1500-метровой дисциплине. Выполнив олимпийский квалификационный норматив (3:38.00), удостоился права защищать честь страны на летних Олимпийских играх в Лондоне — на предварительном квалификационном этапе бега на 1500 метров показал время 3:43.52, чего оказалось недостаточно для выхода в полуфинальную стадию соревнований. Также в этом сезоне отметился выступлением на кроссовом чемпионате Европы в Будапеште, где занял 60-е место среди взрослых спортсменов.
В 2013 году бежал 1500 метров на чемпионате Европы в помещении в Гётеборге, завоевал бронзовую награду в беге на 800 метров на Всемирной Универсиаде в Казани, представлял Австрию на чемпионате мира в Москве, показал 58-й результат на чемпионате Европы по кроссу в Белграде.
В 2014 году в 1500-метровой дисциплине стартовал на чемпионате мира в помещении в Сопоте и на чемпионате Европы в Цюрихе, занял 45-е место на кроссовом чемпионате Европы в Самокове.
В 2015 году выступил в беге на 3000 метров на чемпионате Европы в помещении в Праге, в беге на 800 и 1500 метров на Всемирной Универсиаде в Кванджу. На Европейских играх в Баку финишировал третьим в 1500-метровой дисциплине и тем самым помог соотечественникам выиграть легкоатлетический общекомандный зачёт. Показал 49-й результат на чемпионате Европы по кроссу в Йере.
В 2016 году бежал 1500 метров на чемпионате Европы в Амстердаме, занял 48-е место на кроссовом чемпионате Европы в Кья.
В 2017 году в беге на 3000 метров стал десятым на чемпионате Европы в помещении в Белграде, в беге на 5000 метров выиграл бронзовую медаль на Всемирной Универсиаде в Тайбэе. На чемпионате Европы по кроссу в Шаморине пришёл к финишу 32-м.
В 2018 году финишировал 16-м на Кубке Европы по бегу на 10 000 метров в Лондоне, занял 19-е место в беге на 5000 метров на чемпионате Европы в Берлине и 66-е место на кроссовом чемпионате Европы в Тилбурге.
В 2019 году бежал 3000 метров на чемпионате Европы в помещении в Глазго, показал 38-й результат на чемпионате Европы по кроссу в Лиссабоне.
В 2021 году выступил в 3000-метровой дисциплине на чемпионате Европы в помещении в Торуне, финишировал 29-м на чемпионате Европы по кроссу в Дублине.
В 2022 году показал 22-й результат в беге на 10 000 метров на чемпионате Европы в Мюнхене, 29-й результат на кроссовом чемпионате Европы в Пьемонте.
В 2023 году с результатом 2:19:27 занял 14-е место на Венском марафоне.